# Lerista aericeps
Lerista aericeps este o specie de șopârle din genul Lerista, familia Scincidae, descrisă de Storr 1986. Conform Catalogue of Life specia Lerista aericeps nu are subspecii cunoscute.